# 久木田禎一
久木田 禎一（くきた ていいち、1941年11月23日 - 2007年6月12日）は、日本の都市計画家。

## 来歴
長野県に生まれる。1966年に東京大学工学部都市工学科を卒業後、同大学大学院工学系研究科修士課程に進み、1968年に中退した。建築・都市専門雑誌「造(ぞう)」編集長を経て、1971年に東京にて都市計画事務所・地域づくりのプランニング会社の「邑設計事務所」(後に邑計画と改称)を東京で設立し、代表取締役となる。1977年に岩手県盛岡市に事務所を移し、以降は主に岩手県内の都市づくり、まちづくりのプランニングから都市景観づくり、商店街の活性化など多数のプロジェクトにかかわる。
このほか、NBN代表、有限会社バイオラボ代表取締役、国土交通省地域振興アドバイザー、岩手県政策評価委員会副委員長、盛岡市総合交通施策懇談会座長・盛岡商工会議所都市交通問題特別委員会委員長、岩手県公共事業評価委員会委員長、（財）いわて産業振興センタープロジエクトマネージヤー　みちのく国際ミステリー映画祭ゼネラル・プロデューサー、地域プランナー。美しいいわて推進委員会委員長、太幸邸「白鳥梅の会」副理事長、特定非営利活動法人ソーシャルデザインサポート理事長、特定非営利活動法人いわてNPOフォーラム21代表理事、などを務める。また、「みちのく国際ミステリー映画祭」の立ち上げ、「岩手県公会堂県民フォーラム」などの市民活動にも携わった。
資源循環型木粉植木鉢で2002年度グッドデザイン賞を受賞した。
著書に『現代の都市デザイン』（都市デザイン研究体、彰国社、1969年）『都市計画の地方分権　まちづくりへの実践』（学芸出版会）など。